# Colpo di grazia (romanzo)
Colpo di grazia (titolo originale The Finishing Stroke) è un romanzo giallo di Ellery Queen, pubblicato nel 1958.

## Trama
Natale 1929. Un giovane Ellery Queen, appena assurto agli onori delle cronache per avere risolto il suo primo caso di omicidio e pubblicato il suo primo romanzo (La poltrona n. 30), viene invitato da un amico poeta, John Sebastian, a una riunione natalizia in casa del tutore di John, l'artista tipografo Arthur Craig. È un'occasione speciale per John, che il 6 gennaio compirà venticinque anni ed entrerà in possesso dell'eredità paterna, sposerà la sua fidanzata Rusty Brown e pubblicherà il suo primo libro. Gli invitati sono in tutto dodici, e la riunione durerà dodici giorni, fra Natale e l'Epifania; per una curiosa coincidenza, i dodici ospiti sono tutti nati in mesi diversi e sotto dodici diversi segni zodiacali.
L'allegria della vigilia di Natale si stempera ben presto in un'atmosfera di mistero a causa dell'apparizione di un fantomatico Babbo Natale, che non può essere venuto dall'esterno per via dell'assenza di tracce sulla neve attorno alla casa. L'enigma si complica con il rinvenimento di strani regali, accompagnati da biglietti dattiloscritti in versi, che iniziano a comparire, uno ogni sera, all'indirizzo di John Sebastian. Ma il mistero del tredicesimo ospite si rivela appieno in tutta la sua tragica importanza quando, nel pomeriggio del terzo giorno, nella biblioteca viene ritrovato il cadavere di un uomo, un estraneo, sconosciuto alla compagnia. Tra gli ospiti, costretti dalla polizia a rimanere nella casa fino a nuovo ordine, iniziano a serpeggiare malumori e ostilità. E quando, la notte del 6 gennaio, avrà luogo un secondo omicidio, né la polizia né Ellery riusciranno a individuare il colpevole. Il caso, un bruciante fallimento per il giovane investigatore agli esordi, resterà insoluto per quasi trent'anni, finché la sorte non sottoporrà nuovamente all'attenzione di un Ellery assai più maturo gli avvenimenti di allora, che si riveleranno sotto una luce completamente diversa.

## Personaggi principali
- John Sebastian - editore
- Claire Sebastian - sua moglie
- Arthur B. Craig - tipografo, socio di Sebastian
- Dottor Cornelius F. Hall - medico
- John Sebastian, jr. - giovane poeta, figlio di John senior
- Rusty Brown - disegnatrice di moda, fidanzata di John
- Olivette Brown - spiritista, madre di Rusty
- Ellen Craig - nipote di Arthur Craig
- Dan Z. Freeman - editore
- Roland Payn - avvocato
- Marius Carlo - musicista
- Valentine Warren - attrice
- Reverendo Gardiner - sacerdote
- Dottor Sam Dark - medico
- Signora Janssen, Mabel, Felton - domestici
- Tenente Luria - della polizia di contea
- Sergente Stanley Devoe - della polizia di contea
- Brickell - capo della polizia di Alderwood
- Dottor Tennant - medico legale
- Sergente Thomas Velie - della Squadra Omicidi di New York
- Richard Queen - capo della Squadra Omicidi di New York
- Ellery Queen - scrittore e investigatore dilettante

## Critica
"Colpo di grazia è un libro dalla qualità non omogenea ma piuttosto ingegnoso. [...] C'è una sottotrama, introdotta molto presto nel libro, su Babbo Natale, e molto di più. La trama principale ha a che fare con i regali e con l'omicidio. La sottotrama è più creativa della trama principale. Questo rende il finale, quando viene rivelata la verità circa l'omicidio, meno drammatico degli eventi precedenti che hanno a che fare con la trama secondaria. Inoltre il movente dell'omicidio e il legame tra la trama principale e l'identità dell'assassino sembrano deboli. [...] Comunque, il libro è una ricca fonte di idee e di trame queeniane. Sviluppa temi dei precedenti libri di Queen in direzioni nuove e interessanti. [...]

Colpo di Grazia è uno dei pochi tentativi di Ellery Queen di scrivere una finzione storica. [...] La maggior parte del libro è ambientata nel 1929. È un romanzo nello stile del poliziesco classico ed EQ lo ambienta nell'età d'oro del giallo classico, gli anni venti. Questo espediente era unico e originale quando EQ pubblicò il suo libro, ma da allora è stato ampiamente imitato, con autori contemporanei che ambientano i loro pastiches negli anni '20. Il metodo di EQ per evocare l'atmosfera storica è quello di fare un ricco panorama delle arti, delle lettere e della politica del 1929, ampiamente discusse in tutto il romanzo."

"Dannay e Lee quasi certamente intendevano fare del loro trentesimo romanzo l'ultimo (come è suggerito anche dal titolo). Sentivano che con l'avvento della tecnologia nella scienza della criminologia l'investigatore tradizionale non era più necessario. Sarebbe stato più difficile ora creare trame che avrebbero avuto bisogno del processo di ragionamento di Ellery."

Il libro riprende, per la prima e ultima volta dalla pubblicazione de La casa delle metamorfosi nel 1936, il "marchio di fabbrica" di Ellery Queen della "Sfida al lettore". La "Sfida" pubblicata è un estratto di quella de La poltrona n. 30, il primo romanzo dei due autori.

Nel capitolo 5, Ellery Queen appare immerso nella lettura de Il caso dei cioccolatini avvelenati, di Anthony Berkeley. Nel capitolo 10, si cita il romanzo d'esordio di Rex Stout, How Like A God (tradotto in italiano con il titolo Due rampe per l'abisso). Entrambi i libri erano stati appena pubblicati nell'anno in cui è ambientato il romanzo.

## Edizioni
- Ellery Queen, Colpo di grazia, in: "5 misteri per Ellery Queen", Mondadori, 1977.
- Ellery Queen, Colpo di grazia, collana I Classici del Giallo Mondadori n. 552, traduzione di Fenisia Giannini, Mondadori, 1988.